# Leia poeciloptera
Leia poeciloptera är en tvåvingeart som beskrevs av Philippi 1865. Leia poeciloptera ingår i släktet Leia och familjen svampmyggor. Inga underarter finns listade i Catalogue of Life.